# Parc national Sierra de las Quijadas
Le parc national Sierra de las Quijadas (en espagnol : Parque Nacional Sierra de las Quijadas) est un parc national situé dans la partie nord-ouest de la province de San Luis, en Argentine. 

## Description
Il a été créé en 1991 pour protéger les espèces qui habitent le lieu. Dans le parc, remarquable est la zone nommée le Potrero de la Aguada qui porte le même nom que le río qui parcourt le lieu. Celui-ci ne coule cependant qu'en période de pluies. Le reste de l'année, il n'y a dans son lit que du sable et des roches. La moyenne annuelle des précipitations dans la région est de seulement 300 mm. Les pluies tombent au printemps et en été.  
Les Sierras del Potrero, avec leurs corniches, leurs terrasses et leurs arêtes, ont une couleur rosée. À peine couvertes de végétation, elles délimitent un immense amphithéâtre naturel. 
Le parc qui s'étend sur 73 785 hectares, culmine à 1 200 mètres au Cerro Portillo. Du côté ouest, frontalier avec les provinces de San Juan et de Mendoza, on trouve des étangs isolés dont les limites sont variables selon les années, en accord avec le régime du río Desaguadero qui les alimente. Certaines de ces nappes d'eau sont permanentes, mais la majorité sont temporaires. Leur profondeur est réduite. Cette zone fait partie des lagunas de Guanacache, avec leurs joncs. Elles constituent un excellent habitat pour de nombreux oiseaux aquatiques.
Le parc a été proposé en 2005 pour une inscription au patrimoine mondial et figure sur la « liste indicative » de l’UNESCO dans la catégorie patrimoine naturel.

## Flore
La végétation est rare. Il y a beaucoup de jarillas et de cactus. On y trouve également le quebracho blanc et des plantes typiques de la région, comme la zampa de Quijadas.

## Faune

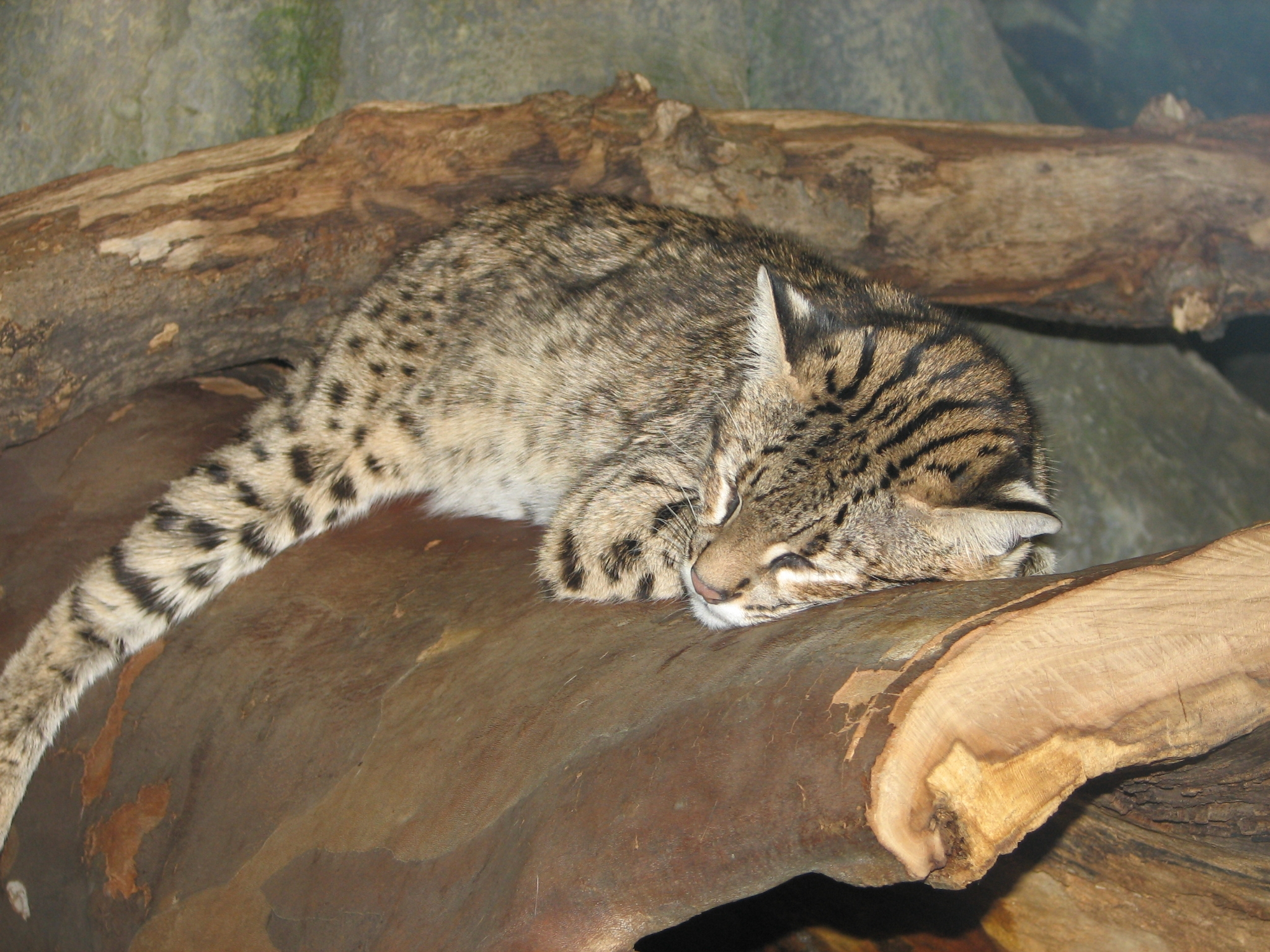
Chat de Geoffroy (Oncifelis geoffroyi)

Bien que la zone soit très aride, elle possède une faune abondante : les pumas, les Oncifelis geoffroyi ou chats de Geoffroy, les renards gris d'Argentine ou pseudalopex griseus et les maras ou dolichotis sont les mammifères les plus remarqués. Parmi les oiseaux on doit souligner le nandou, le faucon gris, la buse solitaire (Harpyhaliaetus coronatus) et le condor des Andes.